# Casares de Arbas
Casares de Arbas es una localidad española, perteneciente al municipio de Villamanín, en la provincia de León y la comarca de Abadía de Arbas (La Tercia del Camino, Montaña Central), en la Comunidad Autónoma de Castilla y León.
Situado en el cauce del Arroyo Casares (cerca del Embalse de Casares), afluente del río Casares, y este del río Bernesga.
Para llegar a este lugar hay que tomar la N-630 en dirección a Asturias y en el cruce de Villamanín girar a la izquierda en dirección Aralla de Luna y recorrer una distancia de 11,6 km.
Como lugares de interés posee la Iglesia de Santa María la Real, la Ermita de San Roque, el Museo Etnográfico y el Museo de Cultura Antigua en el cual se puede ver una muestra de la forma de vivir (escuela, ganadería, agricultura, iglesia) en este pueblo y en otros de la comarca.
Los terrenos de Casares de Arbás limitan con los de San Miguel del Río y Pajares (Asturias) al norte, Arbas del Puerto, Busdongo y Viadangos de Arbas al noreste, San Martín de la Tercia y Poladura de la Tercia al este, Alceo, Folledo y Paradilla de Gordón al sureste, Geras al sur, Aralla de Luna y Cubillas de Arbas al suroeste y Caldas de Luna al oeste.
Sus fiestas patronales se celebran el 15 de agosto (Nuestra Señora) y el 16 de agosto (San Roque).
Perteneció a la antigua Abadía de Arbas.